# کارلوس والورده (بازیکن فوتبال، زاده ۱۹۸۸)
کارلوس والورده (انگلیسی: Carlos Valverde؛ زادهٔ ۵ مارس ۱۹۸۸) بازیکن فوتبال اهل اسپانیا است.